# Jayce John Ogren
Jayce John Ogren (Hoquiam (Washington), 1979) is een Amerikaans componist en dirigent.

## Levensloop
Ogren studeerde muziektheorie, compositie en orkestdirectie aan het St. Olaf College in Northfield (Minnesota), waar hij in 2001 zijn Bachelor of Music in compositie behaalde. Vervolgens studeerde hij aan het bekende New England Conservatory in Boston (Massachusetts) en behaalde aldaar in 2003 zijn Master of Music in orkestdirectie. Hij werd uitgenodigd om aan meestersklassen zowel in de Verenigde Staten alsook in Europa deel te nemen. Zo was hij twee keer student bij de zomer-academie in Aspen. Tot zijn docenten behoorden Steven Amundson, Jorma Panula, Charles Peltz en David Zinman. Met een studiebeurs vanuit het Fulbright-programma kon hij een post-gradueerden studie voor dirigeren aan het Kungliga Musikhögskolan in Stockholm met een diploma afsluiten. 
In de tijd van de studie te Stockholm was hij een bepaalde tijd assistent van chef-dirigent Alan Gilbert van het Kungliga Filharmoniska Orkestern (Royal Stockholm Philharmonic Orchestra). Verder dirigeerde hij in Zweden orkesten in Gävle, Helsingborg en Norrköping, de "Sami Sinfonietta", het orkest van de "Swedish National Orchestra Academy" en het orkest van de Stockholm’s Opera Vox. In Finland heeft hij het Vaasa City Orchestra gedirigeerd. Terug in de Verenigde Staten werd hij vanaf april 2006 assistent van chef-dirigent Franz Welser-Möst bij het Cleveland Orchestra. Hij is chef-dirigent van het Cleveland Youth Orchestra. Ogren dirigeerde concerten met de New World Symphony, het Boston’s Callithumpian Consort en de Harvard groep voor nieuwe muziek, maar ook het orkest van het New England Conservatory Opera Theater.
Ook als componist heeft Ogren als groot succes. Zijn werken gingen in première aan Det Kongelige Danske Musikkonservatorium (DKDM) te Kopenhagen aan het Brevard Music Center, tijdens de Midwest Band and Orchestra Clinic in Chicago, de American Choral Directors Association Conference en tijdens het World Saxophone Congress. Zijn werk Symphonies of Gaia is de titeltrack van een nieuwe dvd van het Tokyo Kosei Wind Orchestra.

## Composities

### Werken voor orkest
- 2009 - Not only the fire..., voor orkest

### Werken voor harmonieorkest
- 2000 - Evening Music, voor sopraan en harmonieorkest - tekst: Rainer Maria Rilke
- 2001 - Symphonies of Gaia, voor harmonieorkest[1]